# Ottercivetkat
De ottercivetkat (Cynogale bennettii), is een aquatische civetkatachtige. Het is de enige soort uit het geslacht Cynogale. 

## Kenmerken
De ottercivetkat bezit verscheidene aanpassingen aan zijn habitat en leefwijze, waaronder een brede bek en poten met zwemvliezen, naakte zolen en lange klauwen. Zijn snuit is lang met vele, lange snorharen. 

## Leefwijze
Dit nachtactieve dier haalt zijn voedsel voornamelijk uit het water, maar kan ook in bomen klimmen. Het dier voedt zich in het water vooral met vissen, krabben en zoetwaterweekdieren. Op het land voedt hij zich met vogels en fruit.

## Verspreiding en leefgebied
De ottercivetkat komt voor in de rivieren en moerasgebieden van Malakka, Borneo en Java.